# Pedro Febles
Pedro Juan Febles González (Tenerife,  Islas Canarias, España, 18 de abril de 1958 - Caracas, Venezuela, 14 de diciembre de 2011), fue un futbolista español naturalizado venezolano que jugaba como delantero y su último equipo fue el Club Sport Marítimo de la Primera División de Venezuela.
Jugó en los equipos Deportivo Italia, Deportivo Galicia, Atlético San Cristóbal y Club Sport Marítimo. Además se desempeñó como entrenador, coordinador de los campamentos del Real Esppor Club de la Primera División de Venezuela. Falleció el 14 de diciembre de 2011 por un paro respiratorio a causa de complicaciones en el páncreas que sufría desde hacía siete meses.

## Trayectoria
De ascendencia canaria, su primer club, fue el Deportivo Italia en el año 1978, luego jugaría en equipos como  Deportivo Galicia, Atlético San Cristóbal, Unión Atlético Táchira y Marítimo de Venezuela.
Desde su retiro como futbolista activo en 1989, Febles también trabajó en los medios de comunicación social, tanto en radio como en televisión, donde se destacó como comentarista en varias Copas Mundiales de la FIFA.
Como entrenador, dirigió al Caracas con el que ganó un torneo en 1995 y en el último año se desempeñaba como coordinador del Real Esppor de la primera división local.

## Selección nacional
Participó en las eliminatorias sudamericanas con Venezuela para España 1982, México 1986 e Italia 1990.
Además, formó parte de la selección que compitió en los Juegos Olímpicos de 1980, en Moscú, Rusia, donde Venezuela no pudo pasar de primera fase. Jugó en el partido entre Venezuela y Cuba con victoria para Cuba de 2 goles a 1.

### Participaciones en Juegos Olímpicos
| Torneo                   | Sede  | Resultado    |
| ------------------------ | ----- | ------------ |
| Juegos Olímpicos de 1980 | Moscú | Primera fase |

### Participaciones en Copa América
| Copa América      | Sede          | Resultado    |
| ----------------- | ------------- | ------------ |
| Copa América 1979 | Sin sede fija | Primera fase |
| Copa América 1983 | Sin sede fija | Primera fase |
| Copa América 1989 | Brasil        | Primera fase |

## Clubes
| Club                   | País      | Año       |
| ---------------------- | --------- | --------- |
| Deportivo Italia       | Venezuela | 1979-1980 |
| Deportivo Galicia      | Venezuela | 1980-1983 |
| Atlético San Cristóbal | Venezuela | 1983-1985 |
| Union Atlético Táchira | Venezuela | 1987-1987 |
| Marítimo               | Venezuela | 1987-1989 |